# Wyżnia Ornaczańska Przełęcz
Wyżnia Ornaczańska Przełęcz (1825 m) – przełęcz w grani Ornaku w Tatrach Zachodnich. Znajduje się między Suchym Wierchem Ornaczańskim (1832 m) a szczytem Ornak (1854 m). W zachodnim kierunku spod przełęczy opada do Doliny Starorobociańskiej początkowo łagodny stok, niżej przechodzący w Pośredni Żleb. Stoki wschodnie opadają do Doliny Pyszniańskiej. Wcina się w nie Żleb pod Banie, w którym dawniej wydobywano rudy metali.
Jest to płytko wcięta i trawiasta przełęcz. Prowadzi nią szlak turystyczny. Dawniej jej stoki były terenem pasterskim dwóch hal: Hali Ornak (stoki wschodnie) i Hali Stara Robota (stoki zachodnie). Po zniesieniu pasterstwa zaczynają stopniowo zarastać kępami kosodrzewiny.

## Szlaki turystyczne
– zielony szlak biegnący z Iwaniackiej Przełęczy przez cały grzbiet Ornaku, Siwą Przełęcz i Siwe Turnie na przełęcz Liliowy Karb. Czas przejścia: 2:20 h, z powrotem 1:55 h